# Adam Asnyk
Adam Asnyk (11. září 1838, Kališ – 2. srpna 1897, Krakov) byl polský básník a dramatik.

## Biografie
Narodil se ve šlechtické rodině, byl vychován jako dědic rodinného majetku, absolvoval tedy Zemědělský a lesnický institut v Marymontu a Chirurgickou školu ve Varšavě. Ve studiích pokračoval v cizině, ve Vratislavi, Paříži a Heidelbergu, kde v roce 1866 získal doktorát z filosofie. Brzy poté se vrátil do Polska a usadil se v části tehdy ovládané Rakouskem, zprvu ve Lvově, později v Krakově.
V roce 1875 si vzal Žofii Kaczorowskou, přibližně v té době také začal pracovat jako novinář, redaktor krakovského deníku Reforma, v roce 1884 byl zvolen do krakovské městské rady. Pět let poté byl zvolen do Haličského zemského sněmu. Stal se jednou z nejvýznamnějších kulturních osobností rozděleného Polska. Z jeho iniciativy byla založena Společnost pro lidové školy (Towarzystwo Szkoły Ludowej), díky němu byly také přeneseny do Polska Mickiewiczovy ostatky, byl jeden z prvních členů Polské tatranské společnosti (Polskie Towarzystwo Tatrzańskie).
Je pohřben v Kryptě zasloužilých na Skałce v Krakově (Krypta Zasłużonych na Skałce).

## Dílo
Adam Asnyk je autorem mnohých básni. Mezi jeho nejproslulejší díla patří Między nami nic nie było!, Limba, Ulewa, Daremne żale a Do młodych, a také cyklus sonetů Nad głębiami. Asnykovy básně jsou formálně dokonalé. Básník využíval jambický verš, který dříve se vyskytoval v polské poezii jenom zřídka.

## Fotogalerie

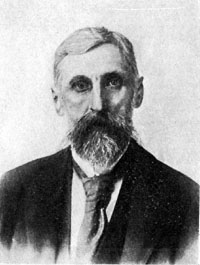
Adam Asnyk
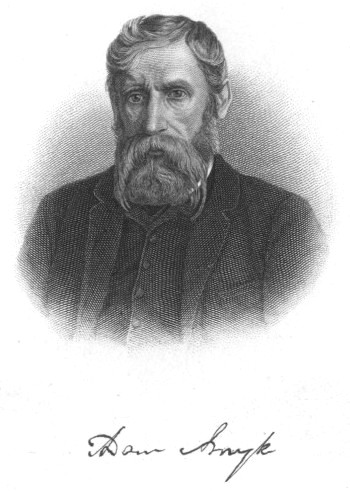
Adam Asnyk s podpisem
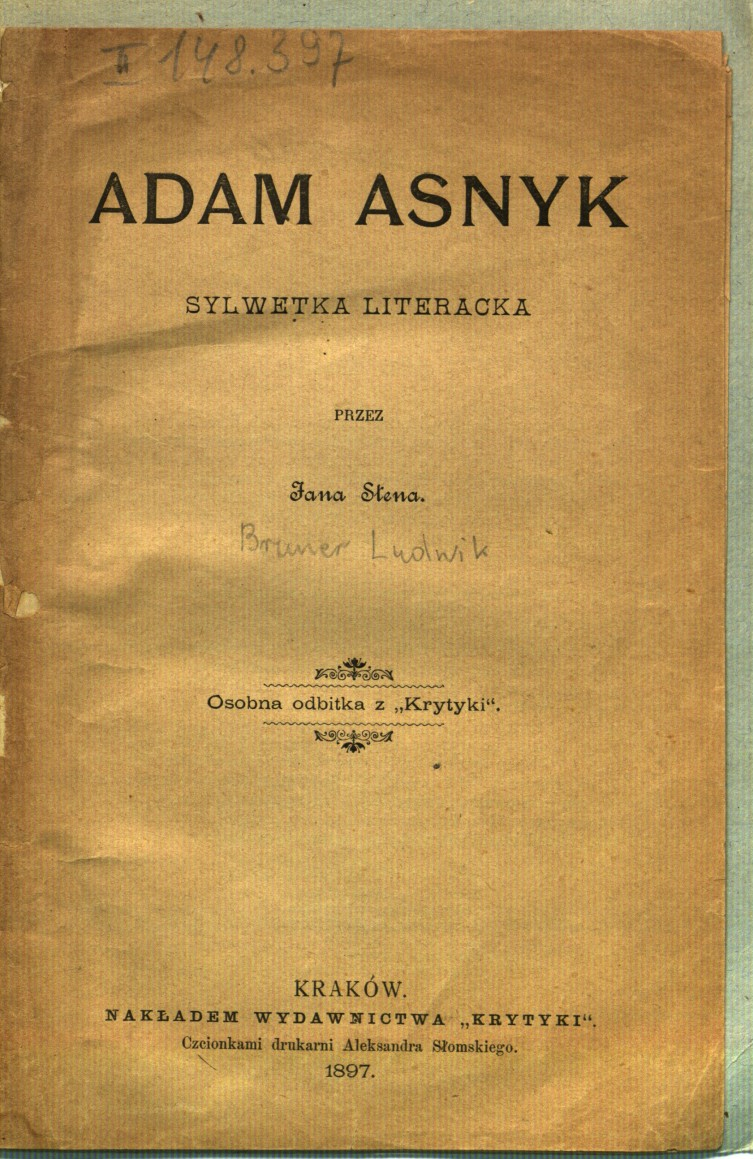
Kniha o Adamu Asnykovi z roku 1897
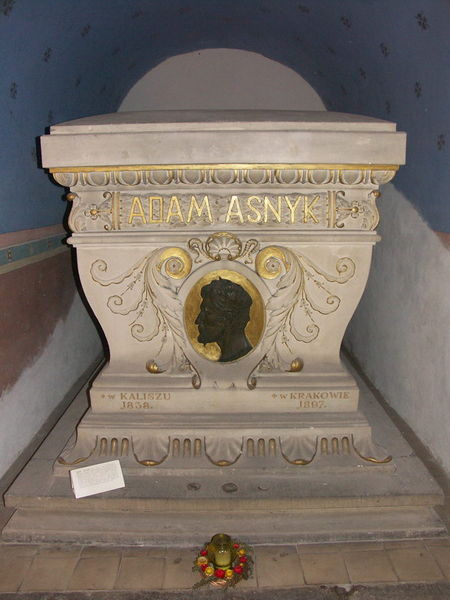
Jeho sarkofág v Krakově